# Vassílis Theocharákis
Vassílis Theocharákis (grec moderne : Βασίλης Θεοχαράκης, Le Pirée, 18 octobre 1930 - ) est un homme d'affaires et peintre grec.

## Biographie
Vassílis Theocharákis naît au Pirée, en Grèce, en 1930, et suit des études de droit au sein de l'université d'Athènes. Il obtient son diplôme en 1957 en même temps que la fin de son service militaire et, depuis lors, il s'engage pendant plusieurs décennies dans le secteur des affaires (industrie, assurance, santé, transport maritime, etc.). En 1961, il reprend la concession Nissan en Grèce et, en 1980, il crée une usine d'assemblage de voitures dans la ville de Vólos. Il est également actionnaire de la banque Egnatía, dont il est le président pendant 15 ans, et aujourd'hui président de la compagnie d'assurance MINETA, ainsi que président d'un groupe d'entreprises comprenant, entre autres, le concessionnaire Renault et des participations dans d'autres sociétés telles que l'hôpital Metropolitan. Il est également propriétaire de la compagnie maritime TEO Shipping.
Theocharákis est décoré par les états de la France et du Japon, ainsi que par le Patriarcat œcuménique de Constantinople qui lui décerne le titre de Grand Chartulaire,.
Il est marié à Marína Theocharákis, avec qui il a deux filles, six petits-enfants et un arrière-petit-enfant, et vit à Athènes. En 2005, le couple crée la Fondation Theocharákis à Athènes.

## Son œuvre
Parallèlement à ses études et malgré les objections de son père, il étudie la peinture pendant une période de cinq ans au sein de l'atelier de Spýros Papaloukás à Áno Patíssia,,,.
Il organise ses premières expositions en 1957 dans le cadre du Festival mondial de la jeunesse et des étudiants de Moscou et de la cinquième exposition panhellénique de peinture à Zappéion. Depuis lors, il organise plusieurs expositions individuelles et collectives aussi bien en Grèce qu'à l'étranger,,.
Son œuvre comprend principalement des paysages terrestres et marins peints à l'huile, des aquarelles, etc. Nombre d'œuvres de Theocharákis sont exposées au sein de collections publiques et privées telles que la Pinacothèque nationale d'Athènes, le Musée d'art contemporain de Thessalonique, le Musée Vorrés, la Fondation d'art « Tellóglion » ainsi que la Galerie Pierídis,,.